# AlphaGeometry
AlphaGeometry是一個人工智慧程式，具有解決歐幾里得幾何難題的能力，該程式由Google DeepMind開發，曾在國際數學奧林匹亞的競賽時限內解決了30個幾何問題中的25個，其表現相當於人類金牌得主的平均水平。相比之下，先前的人工智慧程式，以吳消去法僅能解決10個問題。
DeepMind於2024年1月17日在同行評審期刊《自然》上發表了一篇關於AlphaGeometry的論文。《麻省理工科技評論》也在同一天對AlphaGeometry進行專題報導。
過往的幾何程式是基於符號引擎，僅能依人工編碼的規則產生嚴格的證明，難以處理非常規的特殊情況，AlphaGeometry則是將符號引擎和一個經過特殊訓練的大型語言模型相結合，該模型是以幾何證明的合成資料為基礎的。當符號引擎無法自行找到形式化且嚴格的證明時，該程式會請求大型語言模型的協助，然後該模型會提供一個幾何構造的建議來協助解題。不過，這種方法能否應用於其他領域的數學或其他領域的推理，目前仍是未知數，因為符號引擎完全仰賴特定領域的規則，而且這種方法需要合成資料。

## AlphaGeometry 2
AlphaGeometry 2是AlphaGeometry的改良版本，於2025年2月5日發佈，開發團隊在表徵語言中添加了更多的功能，以描述更多涉及物件運動的幾何問題，以及包含角度、比率和距離的線性方程的問題。開發團隊的目標是2000年至2024年的國際數學奧林匹亞幾何問題，擴展版本的表徵語言使程式能夠涵蓋88%的問題。
AlphaGeometry 2使用了以合成的生成表徵語言問題與解答資料集進行微調的Gemini模型。該模型用於進行輔助建構，例如繪製線條和點，以協助樹的搜尋。AlphaGeometry 2也用於自動形式化，可將以英語描述的問題轉換為表徵語言。